# Rhytiphora corrhenoides
Rhytiphora corrhenoides là một loài bọ cánh cứng trong họ Cerambycidae.